# Величково (Варненская область)
Величково (болг. Величково) — село в Болгарии. Находится в Варненской области, входит в общину Дылгопол. Население составляет 552 человека.

## Политическая ситуация
В местном кметстве Величково, в состав которого входит Величково, должность кмета (старосты) исполняет Цеца  Найчева Димова (Болгарская социалистическая партия (БСП)) по результатам выборов.
Кмет (мэр) общины Дылгопол —  Светлё Христов Якимов (Движение за права и свободы(ДПС)) по результатам выборов.